# ESP-Disk
La ESP-Disk, nota anche con la grafia ESP-Disk', è una etichetta discografica statunitense: la sede principale si trova a New York.
Etichetta di culto, la Esp-Disk è stata una delle prime label indipendenti americane; considerata “la casa discografica più pazza del mondo” è stata in realtà un progetto serio e rigoroso creato e portato avanti dal 1964 al 1976 dall'avvocato caucasico Bernard Stollman.

## Storia

### Gli esordi
Bernard Stollman, sostenitore dell'associazione esperantista americana e del collegato giornale Heroldo, per un linguaggio globale destinato ad abbattere tutte le barriere razziali, nel 1964 realizza come produttore un primo LP pubblicato da una nuova etichetta “Esperanto Disk”. Ni Kantu En Esperanto (Let's sing in Esperanto), pubblicato in vinile in maniera poco più che artigianale, contiene una serie di monologhi, cover di brani provenienti da repertori popolari, eseguiti nella lingua esperantista da Duncan Charters e Julius Balbin con alcune composizioni di Frans Jahger. All'inizio del 1965, accorciato il nome dell'etichetta da “Esperanto Disk” a Esp-Disk, Stollman inizia a produrre, nella storica sede in Riverside Drive a New York, una serie di dischi che faranno la storia del nuovo corso del jazz ma non solo. La Esp-Disk' produsse parallelamente ad un'enorme quantità di album free jazz anche il più oscuro e sperimentale rock suburbano di New York lanciando formazioni che negli anni divengono esse stesse di culto soprattutto per lo sviluppo del rock psichedelico statunitense, del jazz rock inglese, del "rock sperimentale" tedesco degli anni '70 e del punk rock. Da menzionare inoltre le produzioni più vicine alla musica elettronica e alla musica contemporanea con importanti nomi della scena americana come Gordon Mumma e Robert Ashley che collaborano nel 1965 con il jazzista Bob James, e soprattutto Alan Sondheim, probabilmente il primo musicista assieme a Paul Bley e Sun Ra ad introdurre il sintetizzatore tra gli strumenti musicali classici del jazz.

### La Esp-Disk e ilfree jazz
Il primo album musicale ufficialmente commercializzato in serie dalla Esp-Disk nel 1965 è Spiritual Unity di Albert Ayler; già dal Natale del 1963 Stollman, appassionato della nuova free music nera lanciata da Ornette Coleman e dallo stesso Ayler a partire dalla fine degli anni '50, aveva richiesto al musicista jazz una sessione in studio. Ayler accettò la proposta nel 1964 condensando in Spiritual Unity le esperienze già maturate con gli album registrati per la Debut Records (Spirits) e per la Fontana Records (Ghosts). Durante il biennio 1963/1964 lo stesso Stollman frequentando il Cellar Café di New York ed il Grand Café di Harlem, all'interno dei quali si esibivano prevalentemente musicisti di colore che avevano appoggiato artisticamente la free music, riuscì a convincere nomi già noti del free jazz a registrare per il suo progetto discografico Esp-Disk, tra questi Paul Bley, Giuseppi Logan, Roswell Rudd e molti altri. Il progetto Esp-Disk' catalizzò in breve, grazie ai connotati di etichetta discografica libera, senza vincoli artistici, un gran numero di musicisti e sperimentatori del jazz: Sun Ra, Ornette Coleman, Byron Allen, Lowell Davidson, Marion Brown, Burton Greene e moltissimi altri. La distribuzione degli LP avveniva in maniera autonoma grazie alla pubblicità radiofonica e ai molti giornalisti musicali sparsi in tutto il mondo che si stavano interessando, senza scadere in facili ipocrisie, alla nuova musica newyorkese. Tra questi, probabilmente i più noti, sono i giornalisti francesi Jean-Louis Comolli e Philippe Carles, autori tra l'altro nel 1971 del primo saggio interamente dedicato alla free music nera: Free Jazz – Black Power.

### Il successo dell'impresa
Dopo l'uscita dei primi dieci album musicali in simultanea nel 1965, la Esp-Disk attrasse in vari ambienti artistici curiosità, controversie e molte critiche; tuttavia in breve divenne fulcro essenziale del movimento musicale newyorkese dell'epoca, soprattutto perché permetteva a musicisti jazz già affermati ma anche alle "garage band" e ai cantautori appartenenti all'underground, di registrare in studio la loro musica decidendo in totale libertà il repertorio senza vincoli di sorta, lo studio di registrazione ed il tecnico del suono preferito tra quelli che lavoravano per l'etichetta, potevano addirittura scegliere la grafica della confezione degli LP o realizzarla loro stessi se ne fossero stati in grado. La libertà più importante dopo la registrazione in studio o dal vivo, riguardava quello che sarebbe divenuto il motto stesso della Esp-Disk: “L'artista decide quando il fruitore potrà ascoltare la sua musica”. Ecco quindi che molti album registrati tra il 1964 ed il 1968 vennero pubblicati più tardi negli anni nel momento in cui i musicisti stessi lo decidevano, valutando la maturità del pubblico, in modo tale che la loro arte potesse essere accolta senza toccare la sensibilità dei “critici musicali puritani” che ormai già dalla seconda metà degli anni '60 avevano perso completamente credibilità. Tra le formazioni rock che partendo da Esp-Disk riscossero successo mondiale divenendo precursori delle contaminazioni in campo pop rock sono da ricordare sicuramente i Fugs, gli Holy Modal Rounders, Tom Rapp dei Pearls Before Swine, i Godz; senza menzionare tutte quelle formazioni minori che provenivano da piccole comune musicali americane prevalentemente dedite al rock psichedelico sul modello pastorale, quello più sincero e meno condizionato dal business musicale del free rock da cassetta americano e soprattutto inglese. Il "modello" Esp-Disk venne rapidamente copiato anche da grandi major americane, la Impulse ad esempio che soffiò in breve a manciate di dollari molti nomi di grosso calibro alla piccola etichetta privata. Nel frattempo la vendita per corrispondenza dei dischi della Esp-Disk' si allargava in tutto il mondo, soprattutto in Europa del nord e in Giappone dove le produzioni riscuotevano un enorme successo di vendita e seguito da parte del pubblico musicale.

### Le produzioni dall'Europa
Per puro piacere di soddisfare anche le esigenze d'espressione europee, Bernard Stollman decise di produrre una serie di album dedicata ad artisti provenienti dall'Europa come ad esempio Karl Berger, Gunter Hampel, Willem Breuker, Martin van Regteren Aitena, Karel Velebny, Pierre Courbois, Nedley Elstak, Peter Lemer, ecc.

### Le produzioni Beat Beatnik
La Esp-Disk' pubblicò anche alcuni dischi LP da considerarsi non propriamente musicali. Da menzionare le seguenti produzioni: Turn On, Tune In, Drop Out, un album del 1966 contenente un lungo monologo di Timothy Leary all'interno del quale lo psicologo americano spiega proprietà delle sostanze allucinogene e della droga psicotropa. No Deposit No Return un album del 1967 curato dallo scrittore e poeta di controcultura Tuli Kupferberg interamente dedicato ad un aspetto sociologico della cultura America dell'epoca indagando abitudini sessuali, vizi ed eccessi. Call Me Burroughs un album del 1967 all'interno del quale lo scrittore William Burroughs recita alcuni estratti dai suoi saggi The Naked Lunch e Nova Express.

### La chiusura
Già dal 1972 la Esp-Disk aveva cercato di risollevarsi dopo un biennio di crisi finanziaria iniziando a pubblicare una serie di dischi dedicati a grandi nomi del jazz come Billie Holiday, Bud Powell, Charlie Parker e Lester Young. Il progetto prevedeva il riversamento in LP dell'intero catalogo privato del collezionista Boris Rose. Si trattava di registrazioni dal vivo degli artisti di cui sopra, erano previste 14 uscite dedicate a Charlie Parker, in realtà vennero pubblicati soltanto due album, quattro uscite dedicate a Billie Holiday, in realtà vennero pubblicati solo tre dei quattro album in programma, il quarto disco inedito vide la luce solamente in compact disc nel 1992. I quattro LP dedicati a rare esibizioni dal vivo di Bud "Earl" Powell vennero pubblicati in edizione limitata nel 1973; quattro anni dopo gli stessi furono riproposti dall'etichetta discografica giapponese "Nippon Phonogram Co. Ltd." ottenendo maggior successo nelle versioni asiatiche rispetto alle originali americane. Gli unici album di jazz canonico che vendettero in maniera soddisfacente furono l'album dal vivo di Lester Young registrato nel 1948 e pubblicato per la prima volta in LP nel 1974 e l'album dal vivo Blue Note Café di Bud Powell registrato nel 1961 a Parigi e pubblicato per la prima volta nel 1967. Il riversamento dell'intero archivio musicale privato di Boris Rose in formato LP non venne completato e ad oggi molto materiale risulta ancora inedito. La Esp-Disk si trovò nel 1976 in una crisi finanziaria che gli impedì di stampare altri album musicali pur avendo numerose produzioni già registrate e pronte per la diffusione. Nello stesso anno Bernard Stollman per evitare il fallimento chiuse la casa discografica e procedette donando i diritti in licenza ad altre label giapponesi ed europee.

### Le stampe inglesi
Per il mercato discografico inglese, la Esp-Disk si appoggiò alla Fontana Records, sussidiaria Philips; un quarto delle pubblicazioni americane vennero edite anche in Inghilterra, tra il 1969 ed il 1973, marchiate Fontana/Esp-Disk. Le stampe inglesi sono facilmente riconoscibili per la presenza della scritta "Esp-Disk" su rettangolo nero (a volte bianco) nel fronte di copertina e per l'etichetta adesiva dei vinili che è la classica "label Fontana" utilizzata dalla casa discografica in questione sino alla seconda metà degli anni settanta.

### Le ristampe in LP e CD
Tra la fine degli anni '70 ed i primi anni '80 furono due le etichette indipendenti che si prodigarono per ristampare in LP il catalogo Esp-Disk: molti titoli vennero riproposti dalla giapponese/tedesca Mikulski Records e dell'italiana (bolognese) Base Records. Nel 1992 un numero limitato di 61 master originali vennero riversati in album CD dalla tedesca Zyz Music GmbH, l'anno successivo la stessa etichetta tedesca pubblicò in CD altri 36 album prelevando questa volta l'audio non dai master originali ma dagli LP d'epoca, più quattro raccolte (compilation) intitolate Psychedelic Rock On Esp-Disk. Verso la fine degli anni '90 la fiorentina Abraxas Records ristampò in vinile 180 grammi un gran numero di album originariamente pubblicati dalla Esp-Disk con grafica il più possibile simile all'originale. La stessa Abraxas iniziò nel 2001 una serie di ristampe in CD che non portarono tuttavia a termine l'intero riversamento in formato digitale dell'originale catalogo Esp-Disk, anche perché nel frattempo alcuni diritti sono stati incamerate da altre case discografiche. Nel frattempo Bernard Stollman fece stampare in Compact Disc altri album storici in collaborazione con una misteriosa etichetta olandese, la Calibre; anche in questo caso la produzione delle ristampe si arrestò rapidamente. Nel 2005 Stollman cedette definitivamente l'etichetta Esp-Disk ad altri proprietari che riaperta la casa discografica con lo stesso nome hanno proceduto poco sistematicamente a ristampare in vinile e CD molti, ma non tutti, gli album del catalogo originale. Amarezza per la perdita di alcuni nastri master storici costringendo i nuovi venuti a ristampare album in CD con registrazioni di pessima qualità provenienti da vinile e non da nastro rimasterizzato. Pregio di controparte la stampa di album rimasti nei cassetti e mai venuti alla luce dopo il 1976, di particolare pregio in tal senso registrazioni inedite di artisti storici del movimento free jazz oltre ad alcune misteriose formazioni di punk rock e qualche nuova produzione di poco conto.

## Collezionismo
Molti sono in tutto il mondo i collezionisti degli album originali in LP pubblicati dal 1965 al 1976 dall'originale Esp-Disk. La maggior parte dei vinili originali risultano di facile reperimento e non hanno prezzi esageratamente elevati, tuttavia esistono una serie di stampe particolarmente rare e costose, i collezionisti in questi casi sono pronti a sborsare centinaia e centinaia di dollari per la prima stampa originale di Spiritual Unity di Albert Ayler. Altri dischi particolarmente rari, ricercati e costosi sono: No Deposit No Return di Tuli Kupferberg, From Now On di Karl Berger, Folksinger di Todd Kelley, Godz Und Heit dei Godz, Prophecy di Albert Ayler e Rounders Score dei Fugs.
Una delle insidie maggiori per i "collezionisti Esp" sono gli "LP tarocchi", cioè i falsi; inoltre non risulta particolarmente facile distinguere le prime stampe della serie dedicata al free jazz dalle ristampe di fine anni sessanta, molto spesso identiche alle originali del 1965, del 1966 e del 1967. Uno dei metodi utilizzati per riconoscere le prime edizioni è l'analisi del colore con cui sono stati impressi i centrini adesivi dei vinili. Altri collezionisti consigliano d'identificare la data della pubblicazione degli LP Esp-Disk utilizzando l'indirizzo fisico dell'etichetta, che variò continuamente durante il periodo di maggior attività.

## Etichette sussidiarie Esp-Disk'
- Esp Oro
- Syndicore Music
- Cia Records

## Case di pubblicazione collegate alla Esp-Disk'
- United International Copyright Representatives Ltd. (ASCAP) (per le stampe originali americane, australiane ed inglesi)
- Esp-Disk Ltd. (per le stampe originali americane, australiane, inglesi e le ristampe)
- Syndicore Music (BMI) (per le stampe originali americane e le ristampe)

## Discografia LP Esp Free Jazz
Tutti gli album del catalogo free jazz sono stati ristampati in svariate versioni LP (a volte con copertine differenti) dalla stessa Esp-Disk, dalla Fontana Records, dalla Base Records, dalla Mikulski / Zyx Records e dalla Get Back / Abraxas Records. Le ristampe in supporto digitale (CD) hanno interessato l'intera serie in svariate versioni marchiate e commercializzate da differenti case discografiche a partire dal 1992. Sono stati identificati tra parentesi gli anni riguardanti le prime uscite da considerarsi come le originali.
- ESP 1002 Albert Ayler Trio (Albert Ayler, Gary Peacock, Sunny Murray) : Spiritual Unity (1965)
- ESP 1003 Pharoah Sanders Quintet (Pharoah Sanders, Stan Foster, Jane Getz, William Bennett, Marvin Pattillo) : Pharaoh Sanders Quintet (1965)
- ESP 1004 New York Art Quartet (Roswell Rudd, John Tchicai, Lewis Worrell, Milford Graves, con la partecipazione di Leroi Jones) : New York Art Quartet (1965)
- ESP 1005 Byron Allen Trio (Byron Allen, Ted Robinson, Maceo Gilchrist) : The Byron Allen Trio (1965)
- ESP 1006 Ornette Coleman accompanied by David Izenzohn, Charles Moffett and a String Ensemble: Ornette Coleman Town Hall 1962 Concert (1965)
- ESP 1007 Giuseppi Logan Quartet (Milford Graves, Don Pullen, Eddie Gomez, Giuseppi Logan) : Giuseppi Logan Quartet (1965)
- ESP 1008 Paul Bley Quintet (Paul Bley, Marshall Allen, Dewey Johnson, Eddie Gomez, Milford Graves) : Barrage (1965)
- ESP 1010 Albert Ayler Quintet (Albert Ayler, Donald Ayler, Charles Tyler, Lewis Worrell, Sonny Murray) : Bells (1965)
- ESP 1012 Lowell Davidson Trio (Lowell Davidson, Gary Peacock, Milford Graves) : Lowell Davidson Trio (1965)
- ESP 1013 Giuseppi Logan accompagnato da Don Pullen, Milford Graves, Reggie Johnson, Eddie Gomez : More Giuseppi Logan (1965)
- ESP 1016 Albert Ayler con Don Cherry, John Tchicai, Roswell Rudd, Gary Peacock e Sonny Murray : New York Eye And Ear Control (1966)
- ESP 1020 Albert Ayler Quintet (Albert Ayler, Donald Ayler, Charles Tyler, Henry Grimes, Sonny Murray) : Spirits Rejoice (1966)
- ESP 1021 Paul Bley Trio (Barry Altshol, Paul Bley, Steve Swallow) : Closer (1966)
- ESP 1022 Marion Brown Quartet (Marion Brown, Alan Shorter, Benny Maupin, Ronnie Boykins, Reggie Johnson, Rashied Ali) : Marion Brown Quartet (1966)
- ESP 1023 Frank Wright Trio (Henry Grimes, Tom Price, Frank Wright) : Frank Wright Trio (1966)
- ESP 1026 Henry Grimes Trio (Henry Grimes, Perry Robinson, Tom Price) : The Call (1966)
- ESP 1029 Charles Tyler Ensemble (Joe Friedman, Henry Grimes, Ronald Jackson, Charles Moffet e Charles Tyler) : Charles Tyler Ensemble (1966)
- ESP 1030 Sonny Simmons accompagnato da Teddy Smith, John Hicks, Marvin Pattillo, Barbara Donald : Staying On The Watch (1966)
- ESP 1031 Noah Howard Quartet (Noah Howard, Ric Colbeck, Scotty Holt, Dave Grant) : Noah Howard Quartet (1966)
- ESP 1032 Sunny Murray accompagnato da Jacques Coursil, Jack Graham, Byard Lancaster, Alan Silva : Sunny Murray (1966)
- ESP 1040 Marion Brown Quartet (Marion Brown, Norris Jones, Stan Cowell, Rashied Ali) : Why Not (1967)
- ESP 1043 Sonny Simmons accompagnato da Barbara Donald, Mike Cohen, Juney Booth, James Zitro e Burt Wilson : Music From The Spheres (1967)
- ESP 1044 Marzette Watts accompagnato da Byard Lancaster, Clifford Thornton, Juney Booth, Henry Grimes, Sonny Sharrock, Karl Berger e J.C. Moses : Marzette & Company (1967)
- ESP 1049 Gato Barbieri Quartet (Gato Barbieri, Calo Scott, Norris Jones, Bobby Kapp) : In Search Of The Mystery (1967)
- ESP 1053 Frank Wright Quintet (Frank Wright, Arthur Jones, Jacques Coursil, Steve Tintweiss, Muhammad Ali) : Your Prayer (1967)
- ESP 1057 Peter Lemer Quintet (Peter Lemer, Nisar Ahmad Khan, John Surman, Tony Reeves, John Hiseman) : Local Colour (1967)
- ESP 1059 Charles Tyler Quartet (Charles Tyler, David Baker, Kent Brinkley, Brent McKesson) : Eastern Man Alone (1967)
- ESP 1060 Steve Lacy Quartet (Enrico Rava, Steve Lacy, Johnny Dyani, Louis Moholo) : The Forest And The Zoo (1967)
- ESP 1064 Noah Howard accompagnato da Dave Burrell, Ric Colbeck, Norris Jones, Cathrine Norris e Robert Kapp : Noah Howard At Judson Hall (1968)
- ESP 1095 The Levitts Family: We Are The Levitts (1968)
- ESP 1080 Karel Velebney Quintet (Karel Velebney, Jiri Stivin, Ludek Svabensky, Karel Vejvoda, Josef Vejvoda) : SHQ (S+H Quartet) (1969)
- ESP 3013 Frank Lowe accompagnato da Joseph Jarman, Rashid Sinan, Raymond Lee Cheng, William Parker : Black Beings (1973)
- ESP 3026 Ronnie Boykins accompagnato da Joe Ferguson, Monty Waters, James Vass, Daoud Haroom, Art Lewis e George Avaloz : Ronnie Boykins (1975)
- ESP 3030 Albert Ayler Trio (Albert Ayler, Gary Peacock, Sunny Murray) : Prophecy (1975)

## Discografia LP Esp Avanguardia
Sebbene sia ancora aperto un dibattito tra i critici musicali riguardante la classificazione degli album musicali menzionati di seguito, disputa che non ha ancora chiarito se si tratti di prodotti da considerarsi di musica sperimentale o free jazz d'avanguardia, si è preferito contrassegnarli con la semplice dicitura "Avanguardia", essendo molti dei titoli in questione altamente sperimentali nei contenuti artistici di ricerca. Tutti gli album del catalogo in questione sono stati ristampati in svariate versioni LP e CD ad eccezione dei titoli ESP 1011 ed ESP 1041 che non risultano esser stati riesumati né in LP, né in CD. Per gli altri le case discografiche coinvolte nel processo di ristampa in LP sono state la stessa Esp-Disk, la Fontana Records, la Base Records, la Mikulski / Zyx Records e la Get Back / Abraxas Records. Le ristampe in supporto digitale (CD) hanno interessato l'intera serie (sempre eccezion fatta per i titoli ESP 1011 ed ESP 1041) in svariate versioni marchiate e commercializzate da differenti case discografiche a partire dal 1992. Sono stati identificati tra parentesi gli anni riguardanti le prime uscite da considerarsi come le originali.
- ESP 1009 Bob James Trio (Bob James, Barre Phillips, Robert Pozar con la partecipazione di Gordon Mumma e Robert Ashley) : Explosions (1965)
- ESP 1011 Ran Blake : Ran Blake Plays Solo Piano (1965)
- ESP 1014 Sun Ra and his Solar Arkestra: The Heliocentric Worlds of Sun Ra, Volume One (1965)
- ESP 1015 Milford Graves feat. Sunny Murray : Percussion Ensemble (1965)
- ESP 1017 Sun Ra and his Solar Arkestra: The Heliocentric Worlds of Sun Ra, Volume Two (1966)
- ESP 1019 The Coach With The Six Insides : A musical play by Jean Erdman with the original score composed by Teiji Ito (1966)
- ESP 1024 Burton Greene Quartet (Burton Greene, Marion Brown, Henry Grimes, Dave Grant, Frank Smith, Tom Price) : Burton Greene Quartet (1966)
- ESP 1025 Patty Waters accompagnata da Burton Greene, Steve Tintweiss e Tom Price : Sings (1966)
- ESP 1041 Karl Berger : From Now On (1967)
- ESP 1042 Gunter Hampel Group (Gunter Hampel, Piet Veening, Pierre Courbois, Willem Breuker) : Music From Europe (1967)
- ESP 1045 Sun Ra : Nothing Is (1967)
- ESP 1048 Alan Sondheim : Ritual-All-7-70 (1967)
- ESP 1052 James Zitro accompagnato da Bruce Cale, Michael Cohen, Warren Gale, Allan Praskin e Bert Wilson : Zitro (1967)
- ESP 1055 Patty Waters accompagnata da Ran Blake, Burton Greene, Steve Tintweiss, Shelly Rusten, Giuseppi Logan, Dave Burrell, Perry Lind e Scobe Stroman : Patty Waters / College Tour (1967)
- ESP 1074 Burton Greene Trio (Burton Greene, Steve Tintweiss, Shelly Rusten) : The Burton Greene Trio On Tour (1968)
- ESP 1076 Nedly Elstak Trio + Voice (Nedly Elstak, Martin van Duynhoven, Maarten van Regteren Altena con l'apporto vocale di Sofie van Lier) : The Machine (1968)
- ESP 1082 Alan Sondheim : T'Other Little Tune (1969)
- ESP 1083 Free Music Quintet (Peter van de Locht, Boy Raaymakers, Erwin Somer, Pierre Courbois, Ferdy Rikkers) : Free Music One and Two (1969)
- ESP 1091 Alan Silva accompagnato da Mike Ephron, Karl Berger, Becky Friend, Lawrence Cooke e Dave Burrell : Skillfullness (1969)
- ESP 1099 Erica Pomerance accompagnata da D.Cooper Smith, Bill Mitchel, Richard Heisler, Michael Ephraim, Dion Grody, Trevor Koehler e Gail Pollard : You Used To Think (1969)
- ESP 2001 Cromagnon : Orgasm (Cave Rock) (1969)
- ESP 3007 Revolutionary Ensemble : Vietnam (1972)
- ESP 3018 Music Of The Sea Ensemble Donald Rafael Garrett & Zusaan Fasteau : We Move Together (1974)

## Discografia LP Esp Pop-Rock-Folk
All'interno del catalogo Esp-Disk dedicato al "pop-rock" si rintracciano produzioni essenzialmente divergenti nei contenuti, dal rock in opposizione dei Fugs, al proto punk dei Godz, dalla canzone cantautorale di Randy Burns, Ed Askew e Bill Horwitz, al rock psichedelico dei Pearls Before Swine, Seventh Sons e Jim Holmberg, dall'afro-funky-soul degli Har-You Percussion Group al folk-rock degli Emerson's Old Timey Custard, di Todd Kelley e dei Tiger Tiger. Gli album di Jim McCarthy e Paul Thornton sono stati spesso confusi con lavori dei Godz, trattasi in realtà di progetti solisti di alcuni componenti della formazione originale. L'album omonimo di Bruce Mackay, di professione regista e non musicista, è tra i più commerciali della serie, vicino al rock psichedelico dei Love e al rock progressivo; Sea Chanteys di Lou Killen contiene diversi brani già pubblicati in altri precedenti lavori del cantante di folclore nordico d'origini francesi; il disco di Charles Manson venne pubblicato all'epoca della prima stampa come raccolta di vecchie registrazioni del cantante statunitense, il ricavato delle vendite venne totalmente destinato come risarcimento danni simbolico per le vittime della setta satanica di cui lo stesso Manson era leader. Ultima nota riguarda il titolo ESP 3004, trattasi dell'album del chitarrista e cantante Tony Snell, considerato il primo disco di "low-fi music" della storia del rock. Tutti gli album del catalogo pop-rock-folk sono stati ristampati in svariate versioni LP. Le ristampe in supporto digitale (CD) hanno interessato l'intera serie in svariate versioni marchiate e commercializzate da differenti case discografiche a partire dal 1992, ad eccezione dei tre lavori di Randy Burns (apparsi solo in formato digitale per il download gestito dallo stesso cantautore), dell'album di Todd Kelley che non risulta esser stato riesumato nemmeno in formato LP e dei titoli ESP 3009, ESP 3008, ESP 1085, ESP 2006, apparsi in formato CD solamente come bootleg o stampe illegalmente pubblicate. Sono stati identificati tra parentesi gli anni riguardanti le prime uscite da considerarsi come le originali.
- ESP 1018 The Fugs : First Album (1966)
- ESP 1028 The Fugs : The Fugs / Second Album (1966)
- ESP 1037 Godz : Contact High With The Godz (1967)
- ESP 1038 The Fugs : Virgin Fugs (1967)
- ESP 1039 Randy Burns : Of Love And War (1967)
- ESP 1047 Godz : Godz 2 (1967)
- ESP 1054 Pearls Before Swine : One Nation Underground (1967)
- ESP ORO-1 Bruce Mackay : Bruce Mackay (1967)
- ESP ORO-4 All That The Name Implies : All That The Name Implies (1968)
- ESP 1068 The Holy Modal Rounders : Indian War Whoop (1968)
- ESP 1075 Pearls Before Swine : Balaklava (1968)
- ESP 1077 Godz : The Third Testament (1968)
- ESP 1078 Seventh Sons : 4am At Frank's (Raga) (1968)
- ESP 1089 Randy Burns : Evening Of The Magician (1968)
- ESP 1092 Ed Askew : Ask The Unicorn (1968)
- ESP ORO-5 Har-You Percussion Group con Joes Montego : Sounds Of The Ghetto Youth (1969)
- ESP ORO-6 Todd Kelley : Todd Kelley (Folksinger) (1969)
- ESP 1092 MIJ Jim Holmberg : Zero The Fool (Yodeling Astrologer) (1969)
- ESP 2003 Charles Manson : Sings (1970)
- ESP 2006 Emerson’s Old Timey Custard : Suckin' Band (1970)
- ESP 2007 Randy Burns : Song For An Uncertain Lady (1970)
- ESP 1085 Lou Killen : Sea Chanteys (1973)
- ESP 3004 Tony Snell : Medieval And Latter Fay Lays (1973)
- ESP 3008 Jim McCarthy : Alien (1973)
- ESP 3009 Tiger Tiger : Sun Country (1973)
- ESP 3019 Paul Thornton : Godz Bless California (Pass The Way) (1974)
- ESP 3020 Bill Horwitz : Lies, Lies, Lies (1975)

## Discografia LP Esp Blues & Electric Blues
All'interno del vasto catalogo Esp-Disk' si possono rintracciare essenzialmente quattro produzioni dedicate al blues elettrico, le più note riguardano gli album del cantante inglese Jerry Moore e della formazione degli Octopus, apparsi in formato LP e CD ristampa anche in Italia, a cura di Get Back / Abraxas Records. I restanti titoli, ESP 2004 ed ESP 3010, non risultano esser stati ristampati ufficialmente né in formato LP, ne in formato digitale (CD).
- ESP 1061 Jerry Moore : Life Is A Constant Journey Home (1967)
- ESP 2000 Octopus : Octopus (1969)
- ESP 2004 Sweet Pie Livid at Fat City : Pleasure Pudding Sweet Pie (1972)
- ESP 3010 Captain Matchbox Whoopee Band : Smoke Dream (1973)

## Discografia LP Esp Classic-Jazz
- ESP 1066 Bud Powell : Earl Bud Powell at the Blue Note Cafe, Paris 1961 (1968)
- ESP 3002 Billie Holiday : Broadcast Performances Volume 1 (1972)
- ESP 3003 Billie Holiday : Broadcast Performances Volume 2 (1972)
- ESP 3006 Billie Holiday : Broadcast Performances Volume 3 (1973)
- ESP BIRD-1 Charlie Parker : Broadcast Performances Volume 1 (1973)
- ESP BIRD-2 Charlie Parker : Broadcast Performances Volume 2 (1973)
- ESP BUD-1 Bud Powell : Broadcast Performances Volume 1 (Winter Broadcast 1953) (1973)
- ESP BUD-2 Bud Powell : Broadcast Performances Volume 2 (Spring Broadcast 1953) (1973)
- ESP BUD-3 Bud Powell : Broadcast Performances Volume 3 (Summer Broadcast 1953) (1973)
- ESP BUD-4 Bud Powell : Broadcast Performances Volume 4 (Autumn Broadcast 1953) (1973)
- ESP 3017 Lester Young : Newly Discovered Performance (1974)
- ESP 3021 Bud Powell : Winter Broadcast 1953 (Stampa Giapponese del 1977)
- ESP 3022 Bud Powell : Spring Broadcast 1953 (Stampa Giapponese del 1977)
- ESP 3023 Bud Powell : Summer Broadcast 1953 (Stampa Giapponese del 1977)
- ESP 3024 Bud Powell : Autumn Broadcast 1953 (Stampa Giapponese del 1977)

## Discografia LP Esp Neo-Classica
Il titolo ESP 1063 è stato stampato in vinile LP solamente negli Stati Uniti dalla stessa Esp-Disk e in Inghilterra dalla Fontana Records; il titolo ESP 1065 è uscito solamente per il mercato americano nel 1968. Entrambi non sono mai stati ristampati in CD e Music From The Orthodox Liturgy risulta essere uno dei pezzi più rari del catalogo Esp.
- ESP 1063 The New York Electric String Ensemble (Peter Smith, Jonathan Talbot e Lewis Bottomly) : Bach – Purcell – Corelli – Morley – Telemann (1968)
- ESP 1065 Slavonic Cappella Ensemble conducted by Alexis Fekula : Music From The Orthodox Liturgy (1968)

## Discografia LP Esp Cultura Alternativa
Il titolo ESP 1027 è stato stampato dalla Esp-Disk dal 1967 al 1970, la ristampa in CD è stata pubblicata nel 2005 prelevando l'audio da vinile; il titolo ESP 1034 è stato ristampato in vinile in Italia dalla Get Back / Abraxas Records in una curiosa versione con un lato del disco riportante una serigrafia plastica sulla superficie del supporto; il titolo ESP 1050 è stato ristampato solamente in CD con tracce aggiunte nel 1995 dalla Rhino (Warner Music), mentre per ciò che riguarda i titoli ESP 1035 ed ESP 1056, questi non sono mai stati riesumati né in formato LP, né in supporto digitale (CD).
- ESP 1027 Ph.D. Timothy Leary : Turn On, Tune In, Drop Out (1966)
- ESP 1034 The East Village Other : Electric Newspaper / Hiroshima Day / USA vs Underground (1966)
- ESP 1035 Tuli Kupferberg : No Deposit No Return (1967)
- ESP 1050 William Burroughs : Call Me Burroughs (1967)
- ESP 1056 Movement Soul: Live recordings of songs and sayings from the '63/'64 Freedom Movement in the Deep South (1967)

## Discografia Esp Compilation
- ESP 1033 Artisti Vari : Sampler Vol.1 (1966)
- ESP 1051 Artisti Vari : The Esp Sampler (1967)
- ESP 1081 Artisti Vari : An Evening At Home With Esp (1969)
- ESP 2017 Godz : Godzundheit (1973) – compilation di brani dei Godz inediti o proveniente da singoli Esp-Disk – PROMO LP
- ESP 2018 The Fugs 4: Rounders Score (1975) – compilation di brani de The Fugs inediti o proveniente da singoli Esp-Disk – PROMO LP
- ESP 1111 Artisti Vari: Boots 'n' Roots (CD postumo Zyx Music GmbH 1993)

## Discografia LP Esp Promo e Matrici
I titoli ESP 3014 e ESP 2018 risultano tra i più rari dell'intero catalogo Esp-Disk, stampati all'epoca come dischi promozionali riservati unicamente alle stazioni radio, mai ristampati in nessun formato. Per quanto riguarda gli altri titoli non promozionali l'etichetta realizzò all'epoca solamente la matrice di stampa (negativo), utilizzati in seguito per la stampa degli album con numeri di catalogo differenti.
- ESP 1067 The Har-You Percussion Group : Solo matrice per l'album ORO n.5 (1968)
- ESP 1069 Bruce Mackay : Solo matrice per l'album ORO n.1 (1968)
- ESP 1070 All That The Name Implies : Solo matrice per l'album ORO n.4 (1968)
- ESP 1072 Tony Snell : Solo matrice per l'album ESP 3004 (1968)
- ESP 1085 Lou Killen : Sea Chanteys – PROMO LP (1969)
- ESP 1097 Todd Kelley : Solo matrice per l'album ORO n.6 (1969)
- ESP 3000 Charlie Parker : Solo matrice per l'album ESP BIRD-1
- ESP 3001 Charlie Parker : Solo matrice per l'album ESP BIRD-2
- ESP 3021 Bud Powell : Solo matrice per l'album ESP BUD-1 (1972)
- ESP 3022 Bud Powell : Solo matrice per l'album ESP BUD-2 (1972)
- ESP 3023 Bud Powell : Solo matrice per l'album ESP BUD-3 (1972)
- ESP 3024 Bud Powell : Solo matrice per l'album ESP BUD-4 (1972)
- ESP 2018 The Fugs 4: Rounders Score – PROMO LP (1974)
- ESP 3014 Pete Stampfel & Luke Faust : Wendigo Dwain Story – PROMO LP (1974)
- ESP 3031 Albert Ayler Quintet: At Slug's Saloom Volume 1 – Solo matrice utilizzata dalla Base Records nel 1982 per la stampa dell'omonimo LP
- ESP 3032 Albert Ayler Quintet: At Slug's Saloom Volume 2 – Solo matrice utilizzata dalla Base Records nel 1982 per la stampa dell'omonimo LP

## Discografia LP Esp Non Pubblicati
Molti sono stati i titoli programmati ma mai dati alle stampe dalla Esp-Disk, di molti si conosce il codice e di alcuni anche l'artista che avrebbe dovuto comparire. Il quarto volume della serie dedicata a Billie Holiday, sebbene in programma nel 1973, venne edito in CD solamente venti anni dopo dalla Zyx Records GmbH, utilizzando un codice commerciale sciftato di una cifra.
- ESP 1036 Byard Lancaster : Unreleased (1967)
- ESP 1046 Anonimo : Unreleased (1967)
- ESP 1058 Sean Gagnier : Unreleased (1967)
- ESP ORO-2 Anonimo : Unreleased (1967)
- ESP ORO-3 Anonimo : Unreleased (1967)
- ESP 1062 Jacques Coursil : Unreleased (1968)
- ESP 1071 Paul Bley : Unreleased (1968)
- ESP 1079 Anonimo : Unreleased (1968)
- ESP 1084 Anonimo : Unreleased (1969)
- ESP 1086 Anonimo : Unreleased (1969)
- ESP 1087 Anonimo : Unreleased (1969)
- ESP 1088 Anonimo : Unreleased (1969)
- ESP 1090 Anonimo : Unreleased (1969)
- ESP 1093 Anonimo : Unreleased (1969)
- ESP 1094 Anonimo : Unreleased (1969)
- ESP 1096 Anonimo : Unreleased (1969)
- ESP 3005 Billie Holiday : Broadcast Performances Volume 4 (1973 Unreleased)
- ESP 2011 Anonimo : Unreleased (1993)
- ESP 2014 Anonimo : Unreleased (1993)
- ESP 2019 Anonimo : Unreleased (1993)
- ESP 3015 Nadolski : Unreleased (1973)
- ESP 3016 Niemen Enigmatic : Unreleased (1973)
- ESP 3027 Anonimo : Unreleased (1993)

## Discografia STEREO 8 Esp-Disk
Nel gennaio del 1968 Bernard Stollman con precisi accordi presi tra la Esp e il produttore statunitense di "cassette Stereotto" GRT, con sede legale in California, licenziò i seguenti titoli che vennero di conseguenza pubblicati in questo formato all'epoca in voga soprattutto per l'ascolto musicale in impianti portatili o autoradio.
- 443-1014 Sun Ra and his Solar Arkestra: The Heliocentric Worlds of Sun Ra, Volume One (1968)
- 443-1017 Sun Ra and his Solar Arkestra: The Heliocentric Worlds of Sun Ra, Volume Two (1968)
- 443-1018 The Fugs : First Album (1968)
- 443-1028 The Fugs : The Fugs / Second Album (1968)
- 443-1037 Godz : Contact High With The Godz (1968)
- 443-1038 The Fugs : Virgin Fugs (1968)
- 443-1045 Sun Ra : Nothing Is (1968)
- 443-1047 Godz : Godz 2 (1968)
- 443-1054 Pearls Before Swine : One Nation Underground (1968)
- 443-1068 The Holy Modal Rounders : Indian War Whoop (1968)
- 443-1069 Bruce Mackay : Bruce Mackay (1968)
- 443-1075 Pearls Before Swine : Balaklava (1968)
- 443-1077 Godz : The Third Testament (1968)
- 443-2003 Charles Manson : Sings (1970)
- 443-3002 Billie Holiday : Broadcast Performances Volume 1 (1973)
- 443-3003 Billie Holiday : Broadcast Performances Volume 2 (1973)
- 443-3006 Billie Holiday : Broadcast Performances Volume 3 (1973)

## Discografia AUDIO-CASSETTE Esp-Disk
Nel 1970 Bernard Stollman con precisi accordi presi tra la Esp e il produttore di nastri audio GRT, con sede legale in California, licenziò i seguenti titoli che vennero di conseguenza pubblicati in questo formato che sostituiva l'ormai obsoleto stereo 8.
- 1018-C The Fugs : First Album (1970)
- 1028-C The Fugs : The Fugs / Second Album (1970)
- 1054-C Pearls Before Swine : One Nation Underground (1971)
- 1075-C Pearls Before Swine : Balaklava (1971)
- 2003-C Charles Manson : Sings (1971)
- 3002-C Billie Holiday : Broadcast Performances (1973)

## Discografia Singoli 7" Esp-Disk
- 4501 Gilbert Shelton : If I Was a Hell's Angel / Southern Stock Car Man - inediti in LP (1966)
- 4503 The Godz : Lay In The Sun (edit) / I Want A Word With You (inedito in LP) (1966)
- 4506 Albert Ayler / Ornette Coleman : Holy Family (edit) / Sadness (edit) - estratti dagli LP (1966)
- 4507 The Fugs : Frenzy (edit) / I Want To Know (edit) - estratti da LP (1966)
- 4508 The Fugs : Kill For Peace (edit) / Morning, Morning (edit) - estratti da LP (1966)
- 4509 William Durso / Original Prophets : Birds / Ain't That Loving You Baby - inediti in LP (pubblicato in supporto marchiato Cia Records, anno 1966)
- 4521 Paul & Carla Bley : Ida Lupino (edit) / Cartoon (edit) - estratti da LP (1967)
- 4547-4548 The Godz : Whiffenpoof Song (inedito in LP) / Traveling Salesman (edit) (1967)
- 4554-4555 Pearls Before Swine : Drop Out (edit) / Morning Song (edit) - estratti da LP (1967)
- 4561 Jerry Moore : Ballad Of Birmingham (edit) / Winds Of Change (edit) - estratti da LP (1967)
- 4563 The New York String Ensemble : Fugue 2 (edit) / Gavotte (edit) - estratti da LP (1967)
- 4575 Pearls Before Swine : Images Of April (edit) / There Was A Man (edit) - estratti da LP (1968)
- 4576 Pearls Before Swine : I Saw The World (edit) / Images Of April (edit) - estratti da LP (1968)
- 45-1 45-2 All That The Name Implies : Black Tuesday (inedito in LP) / So Am I (edit) - (pubblicato in supporto marchiato Oro, Division of Esp, anno 1968)
- 45-3 45-4 All That The Name Implies : August Pine (edit) / Liar (edit) - (pubblicato in supporto marchiato Oro, Division of Esp, anno 1968)
- 4569 Bruce Mackay : Feet Of Clay (edit) / This Song About A Railroad Shack (edit) - (pubblicato in supporto marchiato Oro, Division of Esp, anno 1968)
- esp-ody-I Odyssey : California /Jethro - inediti in LP (pubblicato in supporto promozionale, anno 1968)
- esp-billie-I Billie Holiday : Tenderly (live) / Tenderly (live) - estratti da LP (1973)
- 3010 3011 Captain Matchbox Whoopee Band : Nagasaki (edit) / My Canary Has Circles (edit) - estratti da LP (1973)
- 63019 Thornton Fradkin and Unger and The Big Band : God Bless California (edit) / Sometimes (edit) - estratti da LP (1974)
- 302 Bill Horwitz : New American Guilt Trip (edit) / If I Had A Friend Like Rosemary Woods (edit) - estratti da LP (1975)

## Discografia CD Esp Pubblicati Postumi
La prima etichetta discografica interessata a ristampare in Compact Disc gli album del catalogo Esp-Disk fu la tedesca Zyx Records GmbH; sebbene nel 1992 venne intrapresa una collaborazione con il padre fondatore della Esp, Bernard Stollman, ben presto la Zyx procedette ristampando anche materiale che è stato più volte messo in dubbio potesse provenire realmente dagli archivi storici di Stollman. Della serie originale, la cui stampa in vinile LP si era arrestata nel 1975, sono sicuramente appartenenti agli originali master Esp-Disk i seguenti titoli: ESP 1111, ESP 3005-2, ESP 3006-2, ESP 3033, ESP 3025. Per quanto riguarda gli altri album in CD Stollman non ha mai confermato di aver prodotto tali artisti dopo il 1976. Nel 2005 la nuova direzione della Esp-Disk ha incamerato comunque i titoli spacciandole per realizzazioni del catalogo ufficiale, tuttavia appare da più parti improbabile che si tratti di reali produzioni di Bernard Stollman poiché alcuni collezionisti hanno fatto notare che lo stesso Stollman intervistato dichiarò che dopo il 1976 non produsse più alcuna formazione musicale. Più probabile si tratti di produzioni di artisti della "nuova" scena musicale di Woodstock in confidenza con la figlia dello stesso Stollman, Flavia Stollman, la quale avrebbe raccolto produzioni più o meno artigianali pubblicate quindi postume in Compact Disc. Quasi tutto il materiale della seguente lista risulta registrato infatti tra il 1978 ed il 1983.
- ESP 1001 Franz Jahger, Duncan Charters, Julius Balbin : Ni Kantu En Esperanto (Esp Disk - 2005) – Genere: Avanguardia – (Originariamente pubblicato nel 1964 da Esperanto Disk, riconosciuto erroneamente come il primo album Esp-Disk; Bernard Stollman chiarisce la sua posizione in merito alla prima pubblicazione nell'intervista dell'aprile 1992 a Tom “Tornado” Klatt di Zyx Music GmbH ed attesta che il primo album ufficiale Esp-Disk porta la numerazione di catalogo ESP 1002.)
- ESP 1073 Norman Howard : Burn, Baby, Burn (Zyx Music GmbH - 1993) – Genere: Free Jazz
- ESP 1111 Artisti Vari : Boots 'n' Roots (Zyx Music GmbH 1993) – Compilation
- ESP 2002 Jayne County : Goddess Of Wet Dreams (Zyx Music GmbH - 1993) – Genere: Rock
- ESP 2005 Barry Titus : Do Wappa Do (Zyx Music GmbH - 1993) – Genere: Jazz Rock
- ESP 2008 Joel Tobias : God Is Watching America (Zyx Music GmbH - 1993) – Genere: Folk
- ESP 2009 Barry Titus : 42nd Street (Zyx Music GmbH - 1993) – Genere: Jazz Rock
- ESP 2010 Woodstock Workband : 'Armed And Dangerous (Zyx Music GmbH - 1993) – Genere: Rock
- ESP 2012 Woodstock Band : Sword In The Hand (Zyx Music GmbH - 1993) – Genere: Rock
- ESP 2013 Jimi Lalumia & Psychotic Frogs : 1981 Kansas City Live (Zyx Music GmbH - 1994) – Genere: Rock
- ESP 2015 Don Moore Band: In The Groove (Zyx Music GmbH - 1993) – Genere: Free Jazz
- ESP 2016 Don Moore Band: Party Going On In Woodstock (Zyx Music GmbH - 1993) – Genere: Free Jazz
- ESP 2020 Les Visible : Too Old To Rock And Roll (Zyx Music GmbH - 1993) – Genere: Jazz Rock
- ESP 2021 Les Visible : Jews From Outer Space (Zyx Music GmbH - 1993) – Genere: Jazz Rock
- ESP 2022 Guite To Hunk (Zyx Music GmbH - 1993)
- ESP 2044 Woodstock Band : Moods And Moments (Zyx Music GmbH - 1993) – Genere: Jazz Rock
- ESP 3005-2 Billie Holiday : Broadcast Performances Volume 3 (Zyx Music GmbH - 1992) – Genere: Jazz – suffisso differente dalla versione LP
- ESP 3006-2 Billie Holiday : Broadcast Performances Volume 4 (Zyx Music GmbH - 1992) – Genere: Jazz – suffisso differente dalla versione LP non pubblicata nel 1973
- ESP 3011 Marc Black : Big Dong Dharma (Zyx Music GmbH - 1993)
- ESP 3012 Rolf Kemp : Daydreamer (Zyx Music GmbH - 1994)
- ESP 3025 Anton Bruhin : Music From Switzerland (Zyx Music GmbH - 1994)
- ESP 3028 Michael Gregory Jackson : Clarity (Zyx Music GmbH - 1993) – Genere: Free Jazz
- ESP 3029 Sorgen Rust Windbiel Trio: Outlet (Zyx Music GmbH - 1993) – Genere: Free Jazz
- ESP 3033 Sun Ra : Concert For The Comet Kohoutek (Zyx Music GmbH - 1993) – Genere: Free Jazz